# David Bowie (álbum de 1967)
David Bowie é o álbum de estreia do músico inglês David Bowie, lançado originalmente no Reino Unido em 1º de junho de 1967 pela Deram Records, subsidiária da Decca. Produzido por Mike Vernon e gravado de novembro de 1966 a março de 1967 em Londres, o álbum sucedeu uma série de singles lançados por Bowie pela Pye Records que fracassaram nas paradas. Vernon contratou vários músicos de estúdio para as sessões do álbum; Bowie e seu ex-colega de banda do Buzz, Derek Fearnley, compuseram suas próprias paradas musicais usando um guia musical.
O álbum exibe um pop barroco e um som music hall influenciados por Anthony Newley e pelos estilos eduardianos das bandas de rock britânicas contemporâneas. As músicas são conduzidas principalmente por instrumentos de sopro e metais orquestrais, em vez dos instrumentos tradicionais da música pop da época, embora algumas faixas apresentem violão. O conteúdo lírico varia da inocência infantil despreocupada ao uso recreativo de drogas e ao totalitarismo, temas aos quais Bowie retornaria em trabalhos posteriores. A arte da capa é uma foto de Bowie com um corte de cabelo mod e vestindo uma jaqueta de gola alta.
Lançado em mixagens mono e estéreo, David Bowie recebeu críticas positivas de jornalistas musicais, mas foi um fracasso comercial devido à falta de promoção da Deram. Duas faixas foram omitidas de seu lançamento nos Estados Unidos em agosto de 1967. Após o lançamento, Bowie forneceu mais faixas para a Deram, todas rejeitadas e que levaram à sua saída da gravadora. Críticas retrospectivas comparam David Bowie desfavoravelmente aos trabalhos posteriores de Bowie, mas alguns o reconhecem positivamente em seus próprios termos. O álbum foi relançado em uma edição deluxe de dois discos em 2010, contendo mixagens e outras faixas do período.

## Antecedentes
David Bowie foi demitido da Pye Records em setembro de 1966 após uma série de singles que não conseguiram entrar nas paradas. A falta de promoção da Pye também contribuiu para seu desencanto com a gravadora. Para garantir um novo contrato de gravação, seu futuro empresário Kenneth Pitt financiou uma sessão de gravação no RG Jones Recording Studios de Londres. Em 18 de outubro, Bowie e sua banda de apoio, o Buzz, conduziram uma sessão de quatro horas com um grupo de músicos de estúdio locais, produzindo uma nova versão da faixa rejeitada da Pye, "The London Boys", e duas novas canções, "Rubber Band" e "The Gravedigger".
Pitt mostrou acetatos das faixas aos executivos da Decca Records, que ficaram impressionados e assinaram com Bowie pela Deram Records, subsidiária de pop progressivo da gravadora. Seu contrato lhe deu um acordo que financiou a produção de um álbum de estúdio completo e pagou £ 150 pelas três faixas e um adiantamento adicional de £ 100 pelos royalties do álbum. De acordo com o biógrafo Nicholas Pegg, conseguir um contrato para um álbum antes de ter um single de sucesso era uma ocorrência rara na época. O gerente de A&R da Decca, Hugh Mendl, disse mais tarde: "Eu tinha uma pequena obsessão por David - eu apenas achava que ele era a pessoa mais talentosa e mágica. ... Acho que o teria contratado mesmo que ele não tivesse um talento musical tão óbvio. Mas ele tinha talento. Ele estava explodindo de criatividade."

## Composição e gravação

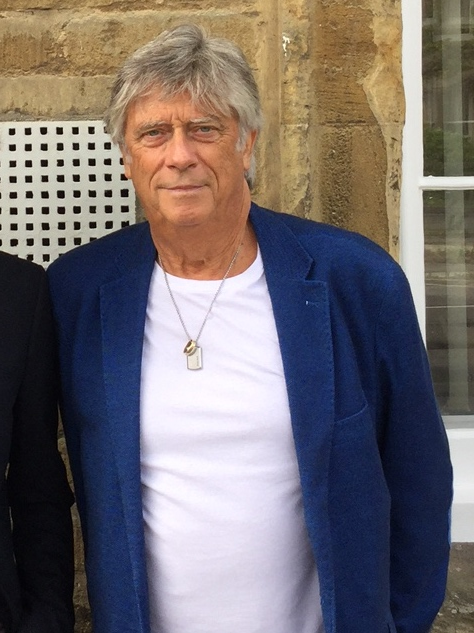
David Bowie foi produzido por Mike Vernon (foto em 2017), que contratou músicos que foram essenciais para o som do álbum.

Bowie passou um tempo antes das sessões do álbum escrevendo canções, acumulando quase 30 novas composições. De acordo com o autor Paul Trynka, suas composições se concentraram menos na instrumentação tradicional e mais em favor de arranjos orquestrais, na linha do recém-lançado Pet Sounds dos Beach Boys. As sessões começaram oficialmente em 14 de novembro de 1966 no Decca Studio 2 em West Hampstead, Londres, com a gravação de "Uncle Arthur" e "She's Got Medals". O produtor interno da Decca, Mike Vernon, cuidou da produção enquanto Gus Dudgeon fez a engenharia. A banda de Bowie, Buzz, contribuiu com exceção do tecladista Derek Boyes.

Não percebemos o quão ridículas [as partituras] deviam parecer. Acho que foi só a audácia de ninguém nos expulsar do estúdio rindo. Eles realmente tentaram tocar nossas partes e deram sentido a elas. São pequenas partes de cordas bem legais – estávamos compondo para fagote e tudo. Se Stravinski consegue, então nós conseguimos!

— David Bowie, 1993
Em vez de contratar um arranjador, Derek "Dek" Fearnley, membro do Bowie and Buzz, usou o Observer's Guide to Music, de Freda Dinn, um guia musical, para estudar arranjos de orquestra e solicitou que Vernon contratasse os músicos apropriados. Fearnley tinha pouca experiência em escrever partituras, enquanto Bowie não conseguia ler partituras, então Fearnley achou a tarefa assustadora, afirmando mais tarde: "Foi um trabalho muito duro. Eu sabia como ler as pautas e que um compasso tinha quatro semínimas; David nunca tinha visto ou escrito uma nota, então eu era o qualificado para escrever as coisas." Ele descobriu que, ao apresentar as partituras aos músicos, alguns dos quais eram membros da Orquestra Filarmônica de Londres, eles as jogavam de volta e solicitavam novas partituras, o que ele tinha que fazer sozinho enquanto Bowie monitorava da sala de controle.
"There Is a Happy Land", "We Are Hungry Men", "Join the Gang" e o lado B "Did You Ever Have a Dream" foram concluídos em 24 de novembro. Na mesma época, o atual empresário de Pitt e Bowie, Ralph Horton, decidiu que Bowie cessaria as apresentações ao vivo para que pudesse se concentrar na gravação do álbum e que ele se separaria do Buzz. Bowie e o Buzz fizeram sua última apresentação ao vivo juntos em 2 de dezembro, mesmo dia em que Deram lançou o single "Rubber Band". As sessões continuaram entre 8 e 13 de dezembro com a gravação de "Sell Me a Coat", "Little Bombardier", "Silly Boy Blue", "Maid of Bond Street", "Come and Buy My Toys" e "The Gravedigger", agora intitulado "Please Mr. Gravedigger".
Além da orquestra, Vernon contratou vários músicos de estúdio não creditados que foram essenciais para o som do álbum; os músicos creditados incluíam o guitarrista John Renbourn, cuja execução é ouvida com destaque em "Come and Buy My Toys", e o multi-instrumentista Big Jim Sullivan, que contribuiu com banjo e sitar em "Did You Ever Have a Dream" e "Join the Gang", respectivamente. A amiga de Fearnley, Marion Constable, também contribuiu com os vocais de apoio em "Silly Boy Blue". Vernon lembrou-se de ter "se divertido muito" durante as sessões e descreveu Bowie como "a pessoa mais fácil de se trabalhar", acrescentando ainda que "algumas das melodias eram extremamente boas, e o material em si, as letras, tinham uma qualidade bastante única". Dudgeon também achou o material único, dizendo ao biógrafo David Buckley que "a música era muito cinematográfica, tudo muito visual e tudo bastante honesto e sem afetação".
Uma ordem de execução provisória foi elaborada no final de dezembro de 1966, que incluía faixas que estavam ausentes do álbum final, como "Did You Ever Have a Dream", "Your Funny Smile" e "Bunny Thing". Em meados de janeiro de 1967, Bowie demitiu Horton como seu empresário após meses de má gestão financeira e contratou Pitt em seu lugar. Bowie e os músicos se reuniram na Decca em 26 de janeiro, gravando as faixas de apoio para "The Laughing Gnome" e "The Gospel According to Tony Day", que foram escolhidas como o próximo single; os vocais foram adicionados no início de fevereiro. Uma nova versão de "Rubber Band" foi gravada para inclusão no álbum em 25 de fevereiro, assim como "Love You till Tuesday" e "When I Live My Dream". Essas faixas apresentavam arranjos não creditados de Arthur Greenslade. As sessões foram concluídas em 1º de março.
David Bowie foi mixado em mono e estéreo, tornando-se um dos primeiros álbuns a ser lançado em ambos os formatos. De acordo com Pegg, as duas variantes apresentavam pequenas diferenças na instrumentação e mixagem: as edições mono usaram mixagens ligeiramente diferentes de "Uncle Arthur" e "Please Mr. Gravedigger".

## Estilo e temas
Em termos de letras, acho que se esforçava para ser algo, o contador de histórias. Musicalmente, é bastante bizarro. Não sei onde eu estava. Parecia ter raízes em todos os lugares, no rock, no vaudeville e no music hall. Eu não sabia se era Max Miller ou Elvis Presley.

— David Bowie no álbum, 1990
David Bowie consiste em 14 faixas, todas escritas inteiramente por Bowie. Suas influências nessa época incluíam Anthony Newley, artistas de music hall como Tommy Steele, material centrado no Reino Unido de Ray Davies do Kinks, as rimas infantis psicodélicas de Syd Barrett para o início do Pink Floyd e o toque eduardiano compartilhado pelas obras contemporâneas do Kinks e dos Beatles. O desejo de Pitt de que Bowie se tornasse um "artista completo" em vez de um "astro do rock" também impactou o estilo do compositor. De acordo com o autor James E. Perone, as músicas incluem estilos de pop up-tempo, rock e valsa; A BBC Music categorizou retrospectivamente David Bowie como pop barroco e music hall. Em vez de usar instrumentos tradicionais da música pop da época, como guitarra, piano, baixo e bateria, os instrumentos de David Bowie eram comparados aos do music hall e da música clássica, como instrumentos de sopro (tuba, trompete e trompa francesa) e instrumentos de sopro (fagote, oboé, corne inglês e flautim). Buckley observa uma ausência quase completa de guitarra solo na mixagem final.
As faixas lideradas por metais incluem "Rubber Band", "Little Bombardier" e "Maid of Bond Street", as faixas lideradas por sopros incluem "Uncle Arthur" e "She's Got Medals". "Little Bombardier" e "Maid of Bond Street" estão em compasso de valsa, enquanto "Join the Gang" inclui cítara e uma citação musical do recente sucesso do Spencer Davis Group, "Gimme Some Lovin'". A influência de Newley está presente em "Love You till Tuesday", "Little Bombardier" e "She's Got Medals". Sobre a influência, o próprio Newley declarou em 1992: "Eu sempre zombei disso, de certa forma. A maioria dos meus discos terminava em uma risadinha estúpida, tentando dizer às pessoas que eu não estava falando sério. Acho que Bowie gostava dessa coisa irreverente, e sua entrega era muito parecida com a minha, aquela coisa cockney."

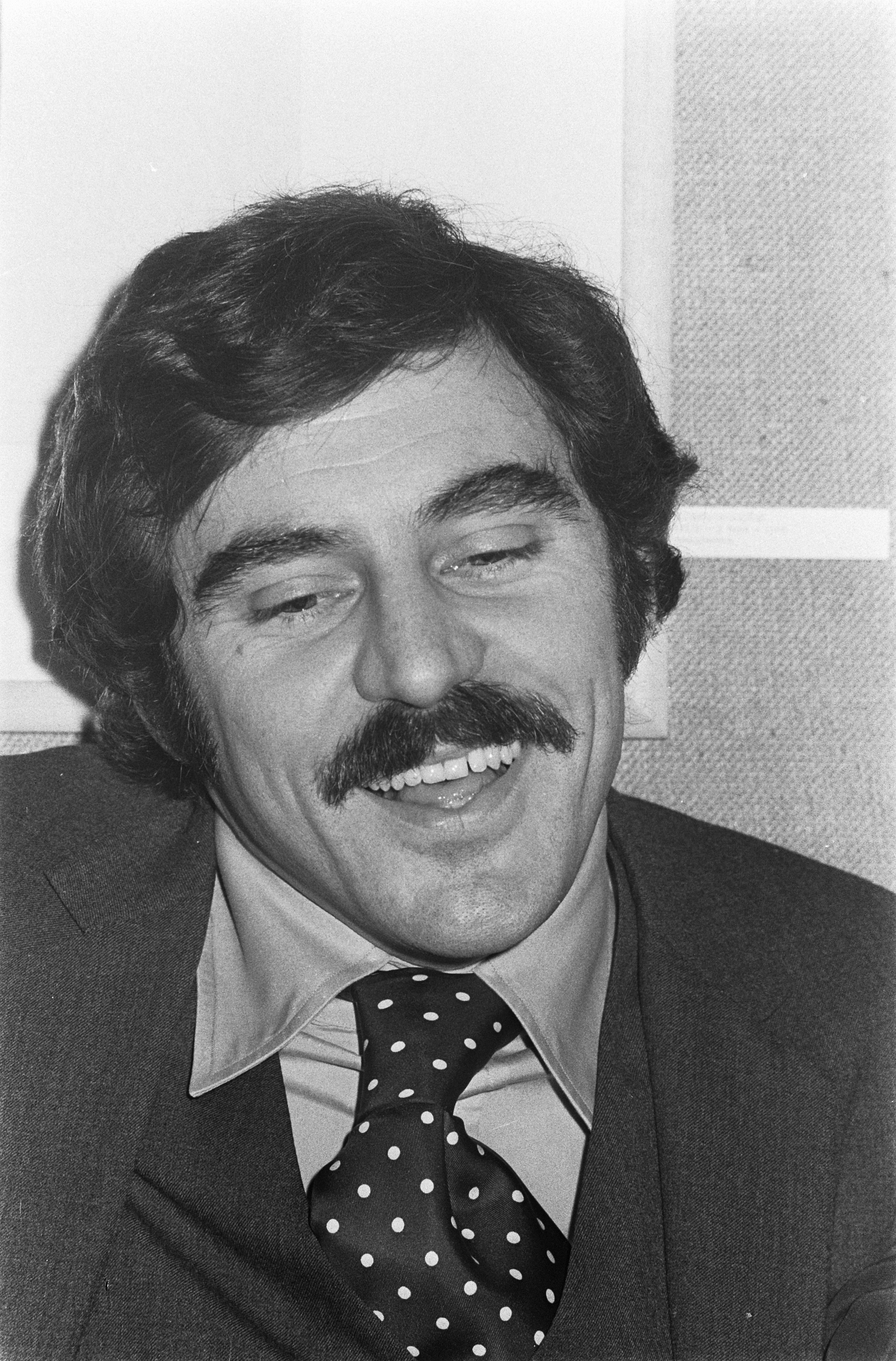
O som do álbum foi comparado ao de Anthony Newley (foto de 1967).

"Love You till Tuesday" e "Come and Buy My Toys" estão entre as poucas músicas do álbum com violão, o primeiro fortemente aumentado por cordas. Este último é notado pelo biógrafo Chris O'Leary como mais minimalista por natureza, e exemplifica o folk de uma forma que o autor Peter Doggett compara a Simon & Garfunkel. "Please Mr. Gravedigger", que Buckley descreveu como "um dos momentos genuinamente loucos do pop", utiliza vários efeitos sonoros de estúdio e nenhuma instrumentação de apoio. Biógrafos o comparam a uma peça de rádio das décadas de 1940 e 1950 e o consideram uma paródia cômica da antiga canção britânica "Oh! Mr Porter".
Assim como a música, os temas líricos de David Bowie são muito difundidos, variando de alegres a sombrios, de engraçados a sarcásticos. Os personagens variam de párias sociais a perdedores, "quase filósofos" e ditadores. De acordo com O'Leary, David Bowie achou Bowie compondo narrativas em terceira pessoa em comparação com as histórias de amor em primeira pessoa de seus lançamentos anteriores, uma declaração ecoada por Kevin Cann, que compara as narrativas das canções a histórias folclóricas tradicionais. Em 1976, Bowie comentou que "a ideia de escrever contos, eu achava bastante nova na época". Marc Spitz escreve que David Bowie contém várias "canções de histórias inglesas vagamente sombrias e arcanas" ("Please Mr. Gravedigger", "Uncle Arthur", "Maid on Bond Street") que Pitt imaginou Bowie tocando em lounges. "Rubber Band", "Little Bombardier" e "She's Got Medals" evocam o tema eduardiano.
Temas leves, como a inocência infantil, são celebrados em "Sell Me a Coat", "When I Live My Dream" e "Come and Buy My Toys", assim como em "There Is a Happy Land", de influência psicodélica, que teve seu título e assunto retirados do hino de Andrew Young de mesmo nome. "Silly Boy Blue" expressa o interesse então recente de Bowie pelo budismo. Ideais mais sombrios como pressão dos pares e uso recreativo de drogas são discutidos em "Join the Gang", enquanto "We Are Hungry Men" retrata um mundo totalitário que reflete a adoração messiânica e o canibalismo de forma cômica. "Little Bombardier" trata de um veterano de guerra que é forçado a deixar a cidade após ser suspeito de pedofilia, e a cappella "Please Mr. Gravedigger" detalha um assassino de crianças contemplando sua próxima vítima enquanto está em um cemitério.

## Lançamento

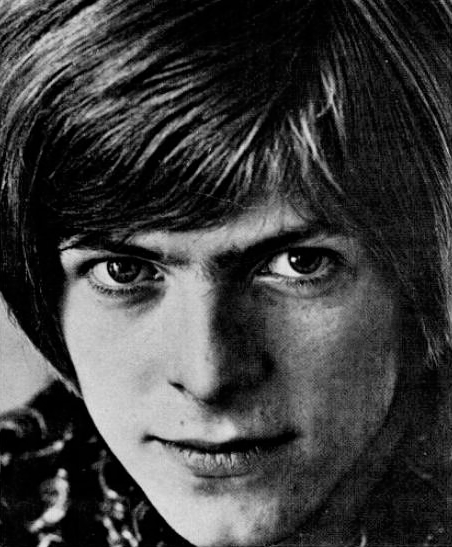
Bowie em um anúncio comercial do single "Love You till Tuesday".

David Bowie foi lançado no Reino Unido em 1 de junho de 1967, com os números de catálogo DML 1007 (mono) e SML 1007 (estéreo). Seu lançamento coincidiu com Sgt. Pepper's Lonely Hearts Club Band dos Beatles. O lançamento americano, emitido em agosto de 1967, omitiu "We Are Hungry Men" e "Maid of Bond Street", o que Pegg especula que foi possivelmente devido à prática dos EUA de cortar listas de faixas para "reduzir royalties de publicação".
A fotografia da capa é um retrato de Bowie de corpo inteiro, com um corte de cabelo mod e uma jaqueta de gola alta. A capa foi tirada pelo irmão de Fearnley, Gerald, em seu estúdio no porão perto de Marble Arch, onde Bowie e Dek Fearnley haviam ensaiado para as sessões. O próprio Bowie escolheu a jaqueta e, mais tarde, lembrou que estava "muito orgulhoso" dela, brincando que "ela era realmente feita sob medida". Spitz considera a imagem "muito enraizada" em meados da década de 1960, enquanto Blake Goble do Consequence of Sound a chamou de "talvez a capa de álbum mais desinteressante e datada da carreira de Bowie" em 2018. As notas da capa de Pitt descreveram a visão de Bowie como "direta e afiada como um raio laser. Ela corta a hipocrisia, o preconceito e a hipocrisia. Ela vê a amargura da humanidade, mas raramente com amargura. Ela vê o humor em nossas falhas, o pathos de nossas virtudes."
Apesar das tentativas promocionais de outros países fora do Reino Unido e dos EUA, David Bowie foi um fracasso comercial, em parte devido à falta de promoção da Deram; a gravadora não ficou impressionada com o single "Rubber Band" e um dos executivos que foi fundamental na contratação de Bowie deixou a empresa em maio de 1967, deixando pouca confiança em Bowie. Vernon mais tarde sentiu que a Decca "não entendia o que era rock ... de jeito nenhum". Os outros singles de Bowie na Deram, "The Laughing Gnome" e um remake de "Love You till Tuesday", lançados em abril e julho, respectivamente, ambos falharam nas paradas, sinalizando ainda mais sua queda com a gravadora.

### Recepção
David Bowie recebeu poucas, embora positivas, críticas de jornalistas musicais no lançamento. No New Musical Express, Allen Evans elogiou o disco como "muito refrescante" e chamou o artista de "um talento muito promissor", com "um som novo para os arranjos musicais leves [de Bowie e Fearnley]". Chris Welch da Melody Maker gostou do álbum como "uma coleção singularmente gratificante" com produção "excelente". Welch ficou surpreso que Bowie ainda não tivesse impactado a cena pop. Um crítico da Disc & Music Echo descreveu o álbum como "um álbum de estreia notável e criativo de um londrino de 19 anos", declarando: "Aqui está um novo talento que merece atenção, pois embora David Bowie não tenha uma grande voz, ele pode projetar palavras com um 'lado' atrevido que é cativante, mas não precioso ... cheio de fascínio abstrato. Experimente David Bowie. Ele é algo novo." O jornalista também sugeriu que Bowie poderia atrair mais atenção se "conseguisse o sucesso e os singles certos". Pitt enviou cópias de David Bowie para executivos musicais a fim de gerar publicidade, recebendo cartas de admiração de Lionel Bart, Bryan Forbes e Franco Zeffirelli.

## Eventos seguintes
Após o fracasso do álbum, Bowie gravou várias outras faixas para a Deram do final de 1967 ao início de 1968 como singles em potencial, todos rejeitados. Afastando-se do som de David Bowie, estas incluíam "Let Me Sleep Beside You", "Karma Man", uma nova versão de "When I Live My Dream", "In the Heat of the Morning" e um remake de "London Bye Ta–Ta". O fracasso de David Bowie , seus singles e tentativas fracassadas de acompanhamento levaram à saída de Bowie da Deram em maio de 1968. Fora da música, ele atuou na peça Pierrot in Turquoise, do ator mímico Lindsay Kemp, no início de 1968, interpretando as canções de David Bowie "When I Live My Dream", "Sell Me a Coat" e "Come and Buy My Toys".
O fracasso comercial de David Bowie levou Pitt a autorizar um filme promocional na tentativa de apresentá-lo a um público maior. O filme, Love You till Tuesday, ficou inédito até 1984. Bowie escreveu uma nova canção para o filme, "Space Oddity", um conto sobre um astronauta fictício. Produzido pela Dudgeon e lançado como single em julho de 1969 pela Philips Records, afiliada da Mercury, "Space Oddity" se tornou o primeiro sucesso do artista, 18 meses após o lançamento de David Bowie.

## Legado
Eu não diria que tivemos dificuldades, mas foi uma aventura. Eu não tinha certeza do que fazer com [o álbum] na época, ou se ele era comercial, mas, como sempre, simplesmente deixei de lado todos os meus gostos e desgostos e continuei. Foi um disco único muito, muito peculiar e ideal para Deram.

— Mike Vernon, 2009
David Bowie, e o período Deram em geral, foram rotineiramente ridicularizados ao longo da carreira de Bowie, sendo descartados, nas palavras de Pegg, como "besteiras de music hall derivadas de uma moda passageira de Anthony Newley". Dudgeon mais tarde reconheceu as semelhanças com Newley, dizendo que isso "incomodava" ele e Vernon porque eles achavam que Bowie era "muito bom e suas músicas são ótimas pra caramba". O próprio Bowie minimizou ou renegou o período inteiramente nas décadas posteriores, descartando-o como "constrangedor" em 1990. De acordo com Pegg, os fãs de Bowie tentaram colocar a culpa em Pitt pelo som do disco, apesar de Pitt estar ausente da pessoa de Bowie durante a maior parte do período de composição e gravação. O próprio empresário descartou a teoria em suas memórias, afirmando que foi ideia exclusiva de Bowie imitar Newley.
Outras alegações feitas sobre David Bowie incluem o argumento de que não soava como nada na época, o que é principalmente atribuído à descrição "frequentemente citada" de Dudgeon do álbum como "a coisa mais estranha que qualquer gravadora já lançou". Pegg desmascara essa ideia, escrevendo que a mistura do disco de "narrativa folk e conto" compartilhava semelhanças com os lançamentos mais comerciais do movimento psicodélico britânico de 1966-1967, enquanto os motivos de nostalgia do tempo de guerra e inocência infantil refletiam os ideais contemporâneos do Pink Floyd de Syd Barrett, da Bonzo Dog Doo-Dah Band e dos Beatles. Os Beatles, em particular, embelezaram ideias semelhantes às de David Bowie em seus discos recentes Revolver (1966) e Sgt. Pepper: "Being for the Benefit of Mr. Kite!" deste último combinava com o estilo de valsa de "Little Bombardier", enquanto Pegg compara os estilos de "Uncle Arthur", "She's Got Medals" e "Sell Me a Coat" a "Eleanor Rigby", "Lovely Rita" e "She's Leaving Home". Buckley escreve que o uso de metais e sopros por Bowie em "Rubber Band" antecedeu seu uso pelos Beatles em Sgt. Pepper, enquanto Doggett argumenta que "Rubber Band" e "With a Little Help from My Friends" apresentam piadas líricas sobre tocar "desafinado". Em relação à mistura de folk, pop e clássico, Perone argumenta que Days of Future Passed, do Moody Blues, também lançado pela Deram em 1967, era mais viável comercialmente, mas exibiu a combinação em David Bowie , particularmente em "Rubber Band" e "Sell Me a Coat". Bowie também utilizou os mesmos efeitos sonoros do single de estreia da Bonzo Dog Doo-Dah Band, "My Brother Makes the Noises for the Talkies", para "We Are Hungry Men", "Please Mr. Gravedigger" e a faixa descartada "Toy Soldier" de David Bowie.
Os comentaristas reconheceram temas em David Bowie que influenciaram os trabalhos posteriores do artista, como o autointitulado messias de "We Are Hungry Men". Perone argumenta que a faixa antecipou os estilos pós-punk e new wave do final da década de 1970, nomeando o primeiro e o segundo álbuns do Talking Heads. O folk de "Come and Buy My Toys" também antecipou a exploração do gênero por Bowie em seu segundo álbum autointitulado de 1969, enquanto Doggett acha que a sensação de desespero em "Rubber Band" prenunciou os LPs Station to Station e "Heroes" de 1976 e 1977, respectivamente. Outros acharam que os temas de mudança de gênero de "She's Got Medals" prenunciavam "Queen Bitch" de 1971 e "Rebel Rebel" de 1974.

### Avaliações posteriores
| Críticas profissionais        | Críticas profissionais |
| Avaliações da crítica         | Avaliações da crítica  |
| Fonte                         | Avaliação              |
| ----------------------------- | ---------------------- |
| AllMusic                      | [ 41 ]                 |
| Blender                       | [ 42 ]                 |
| Encyclopedia of Popular Music | [ 43 ]                 |
| Mojo                          | [ 44 ]                 |
| Rolling Stone                 | [ 45 ]                 |
| The Rolling Stone Album Guide | [ 46 ]                 |
| Uncut                         | 7/10                   |

Críticas retrospectivas de David Bowie compararam desfavoravelmente o LP com os trabalhos posteriores do artista, embora alguns o tenham reconhecido positivamente em seus próprios termos. Pegg resume: David Bowie reside justificadamente na sombra do trabalho posterior [de Bowie], mas aqueles com ouvidos e mentes abertos o conhecem como um álbum doce e inteligente que suportou décadas de escárnio com dignidade consumada."
Escrevendo para a AllMusic, Dave Thompson chamou o LP de "uma coleção intrigante, tanto por si só quanto pela luz que lança sobre a futura carreira de Bowie" e concluiu que "embora este material tenha sido reembalado com uma frequência tão entorpecente a ponto de parecer irrelevante hoje, David Bowie ainda continua sendo uma obra notável. E soa menos como qualquer outra coisa que ele já fez do que qualquer disco subsequente em seu catálogo". Stephen Thomas Erlewine, da mesma publicação, viu-o como "uma estreia fascinante e altamente agradável" por seus próprios méritos. Em uma análise de 2010, Sean Egan, da BBC Music, encontrou um talento "não refinado" em Bowie, notando letras "acima da média" que "dificilmente são profundas". No entanto, ele elogiou o comprometimento de Bowie com o projeto, concluindo que "David Bowie dificilmente é uma audição essencial, mas historicamente interessante como inconfundivelmente a entrada de alguém com um futuro". Em 2017, Dave Swanson do Ultimate Classic Rock achou a música alegre, mas sentiu que o disco estava fora de lugar na indústria musical da época, o que contribuiu principalmente para seu fracasso.
Os biógrafos de Bowie têm opiniões mistas sobre David Bowie. Os críticos da NME, Roy Carr e Charles Shaar Murray, disseram que "um ouvinte estritamente acostumado a David Bowie em suas variadas formas dos anos 70 provavelmente acharia este álbum de estreia chocante ou simplesmente pitoresco", enquanto Buckley descreve seu status na discografia de Bowie como "o equivalente em vinil da louca no sótão", ridicularizando-o como uma "peça juvenil constrangedora" apenas para ser desafiada por "aqueles com um limiar de constrangimento alto o suficiente". Perone sentiu que a grande variedade de estilos musicais foi exibida "geralmente com bom efeito". Trynka elogia a confiança de Bowie e destaca faixas individuais, como "We Are Hungry Men" e "Uncle Arthur", mas observa que lhe faltava ambição e comercialidade na época. Doggett afirma igualmente que os seus “estudos de personagens excêntricos” contrastavam com o “ambiente psicadélico” da época.
Em uma lista de 2016, que classificou os álbuns de estúdio de Bowie do pior ao melhor, Bryan Wawzenek do Ultimate Classic Rock colocou David Bowie na posição 23 (de 26), criticando as performances vocais de Bowie, letras e som geral que carecem de "inteligência e energia". Incluindo os dois álbuns de Bowie com a Tin Machine, os escritores de Consequence of Sound classificaram David Bowie na posição 26 (de 28) em sua lista de 2018. Goble o chamou de "um artefato estranho", representando sinais do que estava por vir para o artista, mas como um álbum independente, continua "não essencial".

## Faixas
Todas as faixas foram escritas por David Bowie.
| Lado A |                         |         |  |
| N.º    | Título                  | Duração |  |
| 1.     | "Uncle Arthur"          | 2:07    |  |
| 2.     | "Sell Me a Coat"        | 2:58    |  |
| 3.     | "Rubber Band"           | 2:17    |  |
| 4.     | "Love You till Tuesday" | 3:09    |  |
| 5.     | "There Is a Happy Land" | 3:11    |  |
| 6.     | "We Are Hungry Men"     | 2:58    |  |
| 7.     | "When I Live My Dream"  | 3:22    |  |

| Lado B         |                          |         |  |
| N.º            | Título                   | Duração |  |
| 8.             | "Little Bombardier"      | 3:24    |  |
| 9.             | "Silly Boy Blue"         | 3:48    |  |
| 10.            | "Come and Buy My Toys"   | 2:07    |  |
| 11.            | "Join the Gang"          | 2:17    |  |
| 12.            | "She's Got Medals"       | 2:23    |  |
| 13.            | "Maid of Bond Street"    | 1:43    |  |
| 14.            | "Please Mr. Gravedigger" | 2:35    |  |
| Duração total: | Duração total:           | 38:19   |  |

## Créditos
Fontes:
- David Bowie – vocais, guitarra, arranjos
- Big Jim Sullivan  – guitarra, banjo, sitar (11)
- John Renbourn  – violão acústico (1, 2, 4–7, 10, 12)
- Derek Boyes – órgão
- Derek "Dek" Fearnley – baixo, arranjos
- John Eager – bateria
- Marion Constable – vocais de apoio (9)
- Arthur Greenslade  – arranjos (3, 4, 7)

#### Equipe técnica
- Mike Vernon  – produtor
- Gus Dudgeon  – engenheiro
- Gerald Fearnley – fotografia de capa